# Parafia św. Mikołaja Biskupa w Skrzydlnej
Parafia św. Mikołaja Biskupa w Skrzydlnej – parafia rzymskokatolicka znajdująca się w diecezji tarnowskiej w dekanacie Tymbark.

## Terytorium parafii
wsie: Skrzydlna, Przenosza oraz Wola Skrzydlańska.

## Historia
Początki parafii w Skrzydlnej sięgają 1296 roku, nie ma jednak na ten temat bliższych informacji.
Istniejącą do dziś parafię pw. św. Mikołaja Biskupa erygowano w 1351.
W XIX wieku parafia nosiła podwójne wezwanie: świętych Mikołaja i Anny.
W latach 80. XX wieku podjęto starania o zbudowanie nowego kościoła, który zaspokoiłby potrzeby dynamicznie rozrastającej się społeczności. Nowy kościół jest przykładem nowoczesnej architektury sakralnej.

## Kościół
Kościół parafialny w Skrzydlnej nosi wezwanie św. Mikołaja Biskupa. Wzniesiono go w latach 80. XX wieku.
Parafia administruje jeszcze jedną świątynią pod tym samym wyznaniem – zabytkowym drewniano-murowanym kościołem, pełniącym obecnie funkcję kościoła pomocniczego.